# Michel Mendès France
Pour les articles homonymes, voir Mendès France.
Michel Mendès France est un mathématicien français né le 1er janvier 1936 dans le 16e arrondissement de Paris et mort le 30 janvier 2018 à Pessac,.

## Biographie
Polytechnicien (X 1957), professeur émérite à l’université de Bordeaux-I, professeur associé à l'université du Québec à Montréal, il est le fils de Pierre Mendès France, homme d’État, et de Lily Mendès France née Cicurel. Époux de Joan Mendès France, il a deux enfants, dont Tristan Mendès France.
Il est membre du conseil d'administration de l’Institut Pierre-Mendès-France, qu'il a présidé de 2004 à 2007.

### Famille
Il se marie à Paris 5e le 4 janvier 1969 avec Joan Horsley, née à Hartlepool (Grande-Bretagne) le 7 février 1942, biochimiste puis professeure d'anglais à l'École nationale de la magistrature, fille de William-Clark Horsley, négociant, et de Margaret-Hunter Pearson, avec laquelle il a deux enfants : Tristan (1970) et Margot (1975).

## Travaux
Ses travaux portent principalement sur la théorie analytique des nombres, sur la théorie de la répartition modulo 1 et les fractions continues, sur la théorie des automates, la complexité et la physique.
- Les nombres premiers coécrit avec William John Ellison (Hermann, Paris, 1975,  (ISBN 2 7056 1366 8), dans la collection « Publications de l'institut de mathématiques de l'université de Nancago ») est un des grands ouvrages en langue française sur la théorie analytique des nombres premiers (théorie de la fonction ζ de Riemann, théorème de Dirichlet, région sans zéro, fonctions L).
- Les nombres premiers coécrit avec Gérald Tenenbaum (Presses Universitaires de France - coll. Que sais-je ? no 571 - 1997.) et une édition actualisée et augmentée : Les nombres premiers, entre l'ordre et le chaos, coll. UniverSciences, Dunod 2011; 2° édition, 2014  (ISBN 978-2100706563).
- Il a écrit environ 150 articles dans des journaux scientifiques internationaux.

Outre ses travaux scientifiques, il a publié une dizaine d’articles sur l’art, et a fait plusieurs expositions dans diverses galeries.
Il a également écrit divers livres à propos de l’action de son père.
- Pierre Mendès France au quotidien, écrit avec Simone Gros (Éditions L’Harmattan, 2004)
- Lettres à une militante : Correspondance de Laure Aumasson et Pierre Mendès France, écrit avec Huguette Bouchardeau (HB Éditions, Coll. Mémoire à vif, 2004)

## Distinctions
- Mahler lecturer (Australie)
- Prix Paul Doistau-Émile Blutet de l'information scientifique de l'Académie des sciences, en 1999 partagé avec Gérald Tenenbaum.